# Carlo Storai
Carlo Storai (* 28. August 1939 in Florenz; † 6. November 2018 in Signa) war ein italienischer Radrennfahrer.

## Sportliche Laufbahn
Storai war im Straßenradsport aktiv. 1960 gewann er das Amateurrennen der Trofeo Matteotti und den Giro Valli Aretine. Er startete während seiner gesamten Karriere als Amateur und gewann eine Reihe italienischer Eintagesrennen und Etappen kürzerer Rundfahrten. Das international bedeutsamste Eintagesrennen für Amateure, den Gran Premio della Liberazione, gewann er 1964 vor Roberto Ballini. 1961 bestritt er die Tour de l’Avenir und wurde 29. 1963 fuhr er die Internationale Friedensfahrt. In der Friedensfahrt wurde er 22. der Gesamtwertung und damit bester Italiener.